# Anglia közigazgatása

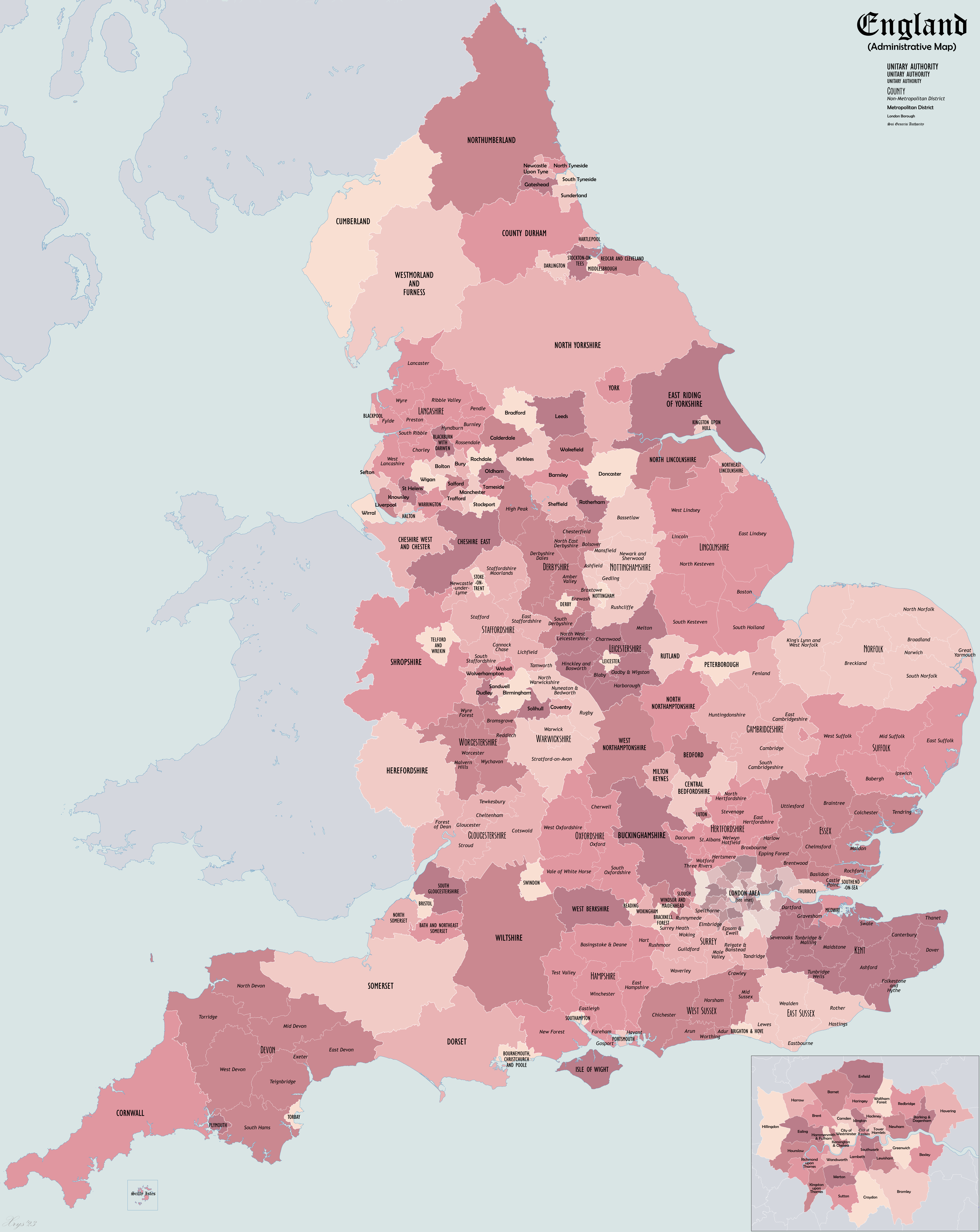
Anglia közigazgatási térképe

Angliát közigazgatásilag az érvényes törvények négy szintre bontják.

## A régiók szintje

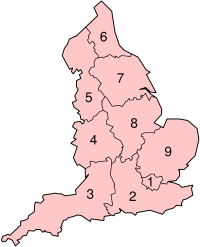
Anglia régiói

A legfelső szinten Angliát kilenc régióra osztották, mindegyik egy vagy több megyei szintű egységet tartalmaz. A régiókat 1994-ben alapították és 1996 óta ezek képezik Anglia Európai Parlament (EP) választókörzeteit. Mind azonos státuszúak, csak London rendelkezik többletjogokkal. A régiók mérete és lakosságuk száma változó.
A kilenc régió a következő:
1. Nagy-London
2. Délkelet-Anglia
3. Délnyugat-Anglia
4. Nyugat-Közép-Anglia
5. Északnyugat-Anglia
6. Északkelet-Anglia
7. Yorkshire és Humber
8. Kelet-Közép-Anglia
9. Kelet-Anglia

## A megyék szintje

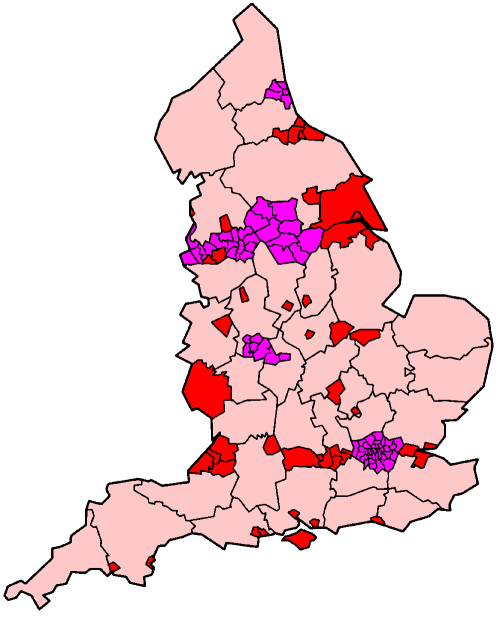
Anglia megyei szintű felosztása

Az 1997-es Lieutenancies Act (törvény) Angliát felosztotta megyei szintű területekre, amelyek mindegyikébe a korona képviselőt delegál (Lord-Lieutenant). Bár a törvény nem így definiálja őket, ezek az egységek „ceremoniális megye” néven váltak ismertté (de emlegetik őket „földrajzi megye” néven is). Ennek az egységnek a nevét használja általában egy angol, ha megkérdik, hová való. Ezek a megyék gyakran nem közigazgatási területek, mert túl nagyok, vagy nagy városi övezeteik vannak. Például a választókörzetek kialakításakor azonban figyelembe veszik őket.
Adminisztratív célokból négyféle megyei szintű egység létezik Angliában.

### Nagyvárosi megye
Angliában hat nagyvárosi megye (metropolitan county) létezik, amelyeket nagyvárosi kerületekre osztottak. 1974-ben hozták létre a nagyvárosi megyéket és a területükön tovább működő megyei tanácsokat 1986-ban megszüntették.

### Shire megye
A „shire megyéket” szintén 1974-ben hozták létre és hivatalosan nem-nagyvárosi megyéknek nevezik őket (non-metropolitan county). Nem-nagyvárosi kerületekre oszlanak, főleg vidéki jellegűek és területileg ezek foglalják el Anglia legnagyobb részét.

### Egységes hatóság
Az egységes hatóságokat (unitary authority) az 1990-es években hozták létre és olyan egypillérű igazgatást jelentenek, amely egyesíti a megyei és a kerületi tanácsok feladatait. Ezért vagy olyan megyékként definiálhatók, amelyekben csak egyetlen kerület van, vagy egy olyan megye kerületei, mint Berkshire, amelynek nincs megyei tanácsa. Az egyetlen kivétel Wight-sziget, amely egyetlen megyei tanács kerület nélkül.

### Nagy-London
Nagy-Londont 1965-ben hozták létre hivatalosan és néha nagyvárosi megyeként emlegetik, de nincs ilyen hivatalos definíciója. London Cityre (City of London) és londoni önkormányzatokra (borough) oszlik.

## A kerületek szintje
A kerületek (district) Angliában háromfélék lehetnek: önkormányzat (borough), city vagy királyi önkormányzat (royal borough).

### Nagyvárosi kerület
A nagyvárosi megyét nagyvárosi kerületekre osztották, amelyeket általában önkormányzat (borough) néven emlegetnek. Amikor a megyei tanácsokat megszüntették a nagyvárosi megyékben, a nagyvárosi kerületek az egységes hatóságokhoz hasonló hatalmat nyertek.

### Nem-nagyvárosi kerület
A shire megyék nem-nagyvárosi kerületekre oszlanak. A hatalmat a megyei tanáccsal osztják meg.

### London borough
Nagy-Londonban 32 önkormányzat (borough) működik, amelyek más egységes hatóságokhoz hasonló státuszúak, de itt van egy felettes stratégiai pillér is, a Nagy-londoni Hatóság (Greater London Authority), amely a közlekedést, a közbiztonságot a tűzoltóságot és a gazdasági fejlesztéseket ellenőrzi.

## Parish
Az önkormányzatok legalacsonyabb szintje a parish Angliában. Szó szerinti fordításban plébánia vagy egyházközség, a közigazgatásban azonban ez az egység eredeti egyházi tartalmát már elvesztette.
Nagy Londonban nem lehet ilyen egységet létrehozni és Anglia többi részében sem mindenhol vannak, de a számuk és területük növekszik.